# A Dance with Dragons
A Dance with Dragons (dt. Ein Tanz mit Drachen) ist der fünfte Band der Fantasysaga Das Lied von Eis und Feuer des US-amerikanischen Autors George R. R. Martin. Der Roman wurde erstmals am 12. Juli 2011 im englischsprachigen Raum veröffentlicht. In Deutschland erschien der Originalband getrennt in den beiden Bänden Der Sohn des Greifen und Ein Tanz mit Drachen, später wieder vereint als Game of Thrones 5: Ein grimmiger Feind, ein treuer Freund. Der Roman präsentiert mehrere personale Erzähler.

## Entstehung und Veröffentlichung
Die Veröffentlichung des fünften Bands der Saga Das Lied von Eis und Feuer war bereits für 2006 angekündigt gewesen; erschienen ist er aber erst im Juni 2011. Martin händigte seinem Verleger ein 1500 Seiten starkes Manuskript aus. Ursprünglich hatte Martin eine Trilogie geplant, wobei A Dance with Dragons der Titel des zweiten Bands hätte werden sollen; zu einem späteren Zeitpunkt, als er von einer Trilogie Abstand genommen hatte, der Titel des vierten Bandes.
Wie A Storm of Swords für die britische Taschenbuchpublikation in zwei Halbbänden – Steel and Snow und Blood and Gold –, wurde zuerst auch die Veröffentlichung von A Dance with Dragons in zwei Halbbänden angekündigt – Dreams and Dust und After the Feast. Schließlich umfasste der Autor die Fortsetzung des Liedes von Eis und Feuer so umfangreich, dass eine geteilte Publikation unumgänglich wurde. Martin entschied sich schließlich für eine Lösung: Anstatt den Roman in zwei Teilen zu veröffentlichen, verteilte er Charaktere und Schauplätze auf zwei eigenständige Bände der Serie – A Feast for Crows, Band 4, und A Dance with Dragons, Band 5. In A Feast of Crows setzt Martin das Schicksal seiner Charaktere und die Ereignisse im Süden der Sieben Königslande, auf den Eiseninseln und in der Freien Stadt Braavos fort. Von den Charakteren und Ereignissen im Norden von Westeros und detaillierter in Essos berichtet Martin in A Dance with Dragons.
Ungefähr ein Drittel der im Roman fortgesetzten Erzählung schrieb Martin bereits für den vorausgegangenen Band A Feast for Crows, obwohl er den größten Teil der Texte umschreiben und an das neue Konzept anpassen musste. Dies wurde auch deshalb notwendig, damit ein offener Ausgang verschiedener Handlungsstränge auf dem Höhepunkt des Geschehens (Cliffhanger) – die Charaktere Sansa Stark, Brienne von Tarth, Jaime und Cersei Lennister betreffend – vermieden werden konnte.
Der Titel des Romans bezieht sich auf einen Bürgerkrieg in der frühen Geschichte von Westeros. Diese Titelgebung führte schnell zu Spekulationen über den Inhalt des Romans, besonders hinsichtlich der vermuteten, schon lange erwarteten Invasion der Armeen von Daenerys Targaryen in Westeros.

## Handlung

### Konzeption
Die Ereignisse im Roman sind in einem fiktiven, mittelalterlichen Europa angesiedelt, auf dem Kontinent Westeros und zunehmend im Osten auf dem jenseits einer Meerenge gelegenen Kontinent Essos.
Der Roman setzt dort ein, wo A Storm of Swords endet, und der Autor mit den Ereignissen in A Feast for Crows fortfährt. Der Krieg der fünf Könige, der nach Robert Baratheons Tod um das Recht auf den Eisernen Thron und die Vorherrschaft in Westeros geführt worden ist, ist für alle Beteiligten äußerst verlustreich beigelegt worden. Im Norden hat sich König Stannis Baratheon an der Mauer festgesetzt. Er hat geschworen, die Unterstützung der Nordmänner für seinen Anspruch auf den Eisernen Thron zu gewinnen. Kompliziert wird sein Plan dadurch, dass nach dem Fall des Hauses Stark von Winterfell und dem Tod von König Robb Stark die Herrscher der Eiseninseln große Teile des Nordens besetzt halten und die Häuser des Nordens gespalten sind.
Auf der Mauer wurde inzwischen Jon Schnee zum 998. Lord Kommandanten der Nachtwache gewählt, muss sich aber gegen Feinde in den eigenen Reihen und den zunehmenden Druck der Wildlinge jenseits der Mauer behaupten.
Nachdem Tyrion Lennister seinen Vater ermordet hat, ist er über die Meerenge in die Freie Stadt Pentos geflohen. Seine Absichten und sein Ziel, die er mit einem Kontakt zu Daenerys Targaryen verbindet, bleiben noch weitgehend offen.
In der Sklavenbucht hat Daenerys die Stadt Meereen erobert und beschlossen, dort zu bleiben sowie die Herrschaft über die Stadt zu übernehmen. Sie beabsichtigt, ihre Fähigkeiten in der Führung eines Staates zu entwickeln, da sie ohne politische und Regierungserfahrung glaubt, bei ihrer Eroberung von Westeros zu scheitern. In Westeros – in Dorne, auf den Eiseninseln, in der Citadel von Altsass und in den Freien Städten – weiß man mittlerweile von Daenerys’ Aufenthalt und militärischer Stärke. Verschiedene Botschafter und Diplomaten werden ausgeschickt, die daran arbeiten, ihre Macht und ihren Einfluss für deren eigenen Zwecke zu nutzen.
Martins 16 Protagonisten (Point of view) erzählen die Ereignisse in A Dance with Dragons in ihrer eigenen, subjektiven Perspektive, sodass ein häufiger Wechsel von Schauplatz und Handlung erfolgt. Der Autor hat die Handlung wieder linear-progressiv angelegt, sodass sich 16 Perspektiven parallel und in einer longitudinalen Spannungskurve nebeneinander entwickeln. Prolog und Epilog umrunden die Erzählung, stimmen den Leser ein und bieten ihm einen Ausblick.

### Synopsis

#### Im Norden
Jon Schnee, nun Lord Kommandant der Nachtwache, ist von allen Seiten Bedrohungen und Gefahren ausgesetzt. Stannis Baratheon drängt ihn, ihm Ländereien und Festungen zu überlassen, die der Nachtwache gehören, um sie seinen treuen Gefolgsleuten als Lehen zu geben. Jenseits der Mauer werden zunehmend die unheimlichen Anderen gesichtet, und Manke Rayders Wildlinge sammeln sich zu Tausenden. Zu Beginn repräsentiert jeder Wildling für Jon noch eine unzivilisierte Kreatur, die die Anderen zum Angriff auf die Mauer hetzen. Schließlich ringt er sich dazu durch, die Wildlinge mit der Nachtwache zu vereinen und sie gegen den gemeinsamen Feind zu führen. Die in Not getroffene Entscheidung bringt aber viele seiner Brüder gegen ihn auf, die ihn des Verrats beschuldigen und ihm die Unterstützung verweigern. Als er schließlich ein Heer der Wildlinge durch die Mauer führt, erdolchen ihn vier seiner Brüder und Jon bleibt schwer verwundet in Bewusstlosigkeit versunken liegen.
In der Schwarzen Festung verbrennt Melisandre Rasselhemd, den Herrn der Knochen, tarnt ihn mit einem magischen Zauber und gibt so vor, dass sie Manke dem Roten Gott opfere, während sie diesen hinter der Maske von Rasselhemd versteckt. Sie offenbart Jon, dass ein graues Mädchen auf einem sterbenden Pferd den Königsweg hinaufreitet, um Asyl zu suchen. Mit Jons Erlaubnis schickt sie Manke und mehrere der Speerfrauen aus, das Mädchen zu retten, von der sie annimmt, es sei Arya Stark. Es zeigt sich aber, dass das Mädchen in Wirklichkeit Alys Karstark ist, die nach dem Tod ihres Vaters flieht, um den Plänen ihrer Verwandten zu entkommen. Mit Unterstützung von Jons Rat und treuen Stark-Alliierten aus den Bergen, den Karstarks, Glovers, Mormonts und eines Teils der Umbers, gelingt es Stannis schließlich, Tiefwald Motte für den Norden zurückzuerobern. Anschließend zieht er weiter gegen Ramsay Schnee, Roose Boltons Bastard, der sich zusammen mit den anderen Nordmännern in den Ruinen von Winterfell festgesetzt hat.
Gleichzeitig sendet Stannis seine Hand, Lord Davos Seewert, zu Lord Wyman Manderly nach Weißwasserhafen, um dort um Unterstützung für Stannis’ Sache zu werben. Als Davos in Weißwasserhafen eintrifft, findet er den Hof von den Freys besetzt vor. Er erfährt, dass Manderlys ältester Sohn Wylis von Robb auf der Roten Hochzeit getötet worden ist, sodass Manderly in Davos einen Stark-Sympathisanten vermutet und ihn auf Wunsch der Freys arrestiert. Davos wird in komfortabler Gefangenschaft untergebracht und schließlich von Robett Glauer befreit, der den Freys gegenüber Loyalität bekundet und sich Lord Manderly angeschlossen hat. Insgeheim organisiert er aber deren Sturz, besonders nachdem Cersei angeblich Ser Wendel, der aber bei der Roten Hochzeit getötet wurde, freigelassen hat. In Weißwasserhafen trifft Davos auf den zwölfjährigen Wex, einen Überlebenden der Plünderung und Brandschatzung von Winterfell, der früher bei Theon Graufreud Dienst geleistet hat. Dieser hat sich in einen Baum gerettet und beobachtet, wie sechs andere Überlebende, Bran und Rickon Stark, Jojen und Meera Reed, Osha und Hodor, aus den Ruinen der Festung geflohen sind. Davos wird daraufhin beauftragt, Rickon zu suchen. Sollte ihm das gelingen, so versichert ihm Manderly, werde sich sein Haus der Sache von Stannis anschließen.
Asha Graufreud, die nach ihrer erfolglosen Bewerbung auf dem Königsthing der Eiseninseln und der Krönung ihres Onkels Euron von den Eiseninseln geflohen ist, wird bei Stannis’ Angriff auf Tiefwald Motte gefangen genommen und von diesem mit auf seinen Marsch nach Winterfell genommen. Theon Graufreud, der nach seinem psychischen Zusammenbruch durch Ramsay Schnees Folter seine neue Identität namens Stinker angenommen hat, wird von Ramsay freigelassen. Er soll die Eisenmänner, die Maidengraben besetzt halten, davon überzeugen, zu kapitulieren, damit die verbündeten Heere von Lord Roose und den Freys und jenen Nordmännern, die die Rote Hochzeit überlebt haben, heimkehren können. Mit ihnen reist auch Ramsays neue Braut, ein Mädchen, das als Arya Stark dargestellt wird, aber in Wirklichkeit Sansa Starks Jugendfreundin Jeyne Pool ist, die Tochter des einstigen Haushofmeisters von Winterfell. Stinker warnt sie davor, ihre neue Identität zu verleumden, da Ramsay ungehalten werden und sie noch schlimmer misshandeln könne. Der Barde Abel und seine Waschfrauen, die in Wirklichkeit Manke und die Speerfrauen sind, interessieren sich für Stinker. Gemeinsam mit Theon schmuggeln sie Jeyne aus der Festung und erreichen schließlich Stannis’ Heer. Ramsay verlangt seine Frau und Stinker zurück, indem er durchscheinen lässt, dass sie nur so der bevorstehenden Schlacht entkommen könnten.

#### Essos
Daenerys Targaryen, nun Königin von Meereen, macht die Erfahrung, was es bedeutet, zu regieren, und fühlt sich dieser Aufgabe nur ungenügend gewachsen. Während sie versucht, die politische Stabilität der Stadt zu wahren, organisiert eine Untergrundorganisation, die Söhne der Harpyie, den Widerstand gegen sie und tötet Daenerys’ Anhänger, wo immer es geht. Viele Bürger Meereens verübeln Daenerys die Abschaffung der Sklaverei, die das Rückgrat von Wohlstand und Wirtschaft des Stadtstaates gebildet hat. Ein anderes ihrer Probleme besteht darin, dass sie nicht weiß, wie sie ihre inzwischen erwachsenen Drachen zähmen kann, die beutesuchend das Land durchstreifen und fressen, was sie finden – darunter selbst Kinder. Quaithe, eine Schattenbinderin aus Asshai, sucht Daenerys auf und warnt sie davor, dass andere ihr folgen und ihre Macht bedrohen werden: eine fahle Mähre, Kraken und dunkle Flammen, ein Löwe und ein Greif sowie der Sohn der Sonne.
Tyrion Lennister, der nach (vermeintlichem) Königs- und Vatermord aus den Sieben Königslanden geflohen ist, hat durch die Unterstützung von Lord Varys die Freie Stadt Pentos erreicht. Dort hält er sich bei Illyrio Mopatis auf, der schon Daenerys und ihren Bruder unterstützt hat. Tyrion entschließt sich, Daenerys seine Dienste anzubieten. Zusammen mit dem wortkargen Ritter Greif und seinem Sohn macht er sich auf den Weg in den Osten. Tyrion fällt der helle Teint des jungen Greifen auf und auch, wie sorgsam die Schiffsbesatzung auf dessen Wohlergehen achtet. Er schließt daraus, dass es sich bei dem Jungen um Aegon Targaryen handeln müsse, den seit langem totgeglaubte Sohn von Prinz Rhaegar Targaryen und Elia Martell, und dass Greif Aegons Ziehvater Jon Connington, ehemals Lord von Greifenhorst, ist.
Hella, eine Zwergin, die bei dem Zwergenturnier auf Joffreys Hochzeit als Mitglied der Artistentruppe anwesend gewesen ist, bei der ihr Bruder und Partner Oppo in Cerseis Säuberung getötet worden ist, lauert Tyrion unterwegs auf. Beide werden später von Ser Jorah Mormont aufgegriffen, der sie entführt. Er will Tyrion Daenerys als Geschenk anbieten, um ihre Gunst zurückzuerlangen. Auf dem Weg nach Meereen wird das Schiff von Sklavenhändlern aufgebracht, die Mormont, Tyrion und Hella, die sie für eine Artistentruppe halten, auf den Sklavenmarkt vor Meereen verkaufen wollen. Tyrion gelingt es, sich aus dem Lager der Sklavenhändler wegzuschleichen. Er erreicht das Lager der Zweitgeborenen, wo Ben Pflum, genannt der Braune Ben, das Kommando hat. Tyrion bietet dem Kommandanten sein Schwert an und hofft so, Daenerys einen weiteren Schritt näher zu kommen.
Der Eiserne Kapitän, Victarion Graufreud, Kommandant der Eisernen Flotte, segelt mit seinen Schiffen nach Meereen. Es zeigt sich, dass er Eurons Horn besitzt, dessen Klang Drachen zähmen soll. Der Rote Priester Moqorro aus dem Tempel von Alt-Volantis, der sich mit Tyrion auf dem Schiff befunden hat, ist beim Angriff der Piraten über Bord gesprungen. So trifft Victarion auf den Priester, der ihn zum Glauben an R’hllor, den Herrn des Lichts, bekehrt. Eindrucksvoll demonstriert Moqorro, den die Eisenmänner die Schwarze Flamme nennen, die Macht des Lichtgottes und behauptet, dass er weiß, wie das Drachenhorn sicher benutzt werden kann.
Auch Prinz Quentyn Martell, der älteste Sohn Doran Martells von Sonnspeer, ist auf dem Weg nach Osten. Er führt ein Pergament mit sich, das vor Jahren von Ser Willem Darry signiert worden ist, der die Targaryen-Geschwister aus Drachenstein rettete. Das Dokument besagt, dass Quentyns ältere Schwester, Arianne Martell, Daenerys Bruder, Prinz Viserys Targaryen, zur Frau versprochen worden sei. Doran Martell fordert nun, dass diese Allianz nach Viserys’ Tod durch die Heirat zwischen seinem Sohn Quentyn und Daenerys bestätigt wird. Aber Quentyn erreicht Meereen zu spät. Daenerys hat sich inzwischen entschlossen, eine politisch motivierte Heirat mit Hizdahr zo Loraq einzugehen. Quentyn versucht indes, Daenerys’ inzwischen eingekerkerte Drachen, Viserion and Rhaegal, zu zähmen. Bei diesem Versuch erleidet er schwere Verbrennungen, an denen er drei Tage später stirbt. Unfähig Viserion und Rhaegal zu zähmen, hält Daenerys sie weiter in Gefangenschaft, während Drogon, den sie nicht einfangen kann, weiter in der Umgebung von Meereen wildert.
Lord Connington und Prinz Aegon haben ihre Absicht, Meereen zu erreichen, mittlerweile aufgegeben. Sie schließen sich der Goldenen Kompanie an, einer Gemeinschaft von Söldnern, in der sich exilierte Westerosi militärisch zusammengeschlossen haben und deren Mitglied einst auch Connington gewesen ist. Hier erinnert sich Aegon an Tyrions Rat, niemandem zu trauen. Auch er will um Daenerys’ Hand anhalten, erkennt aber, dass er ihr mehr bieten muss als Blutsverwandtschaft. Eigenmächtig beschließt er, Westeros jetzt anzugreifen, um einen Brückenkopf zu bilden, den später Daenerys verstärken und für ihren Angriff auf Westeros nutzen kann. Mit der Goldenen Kompanie erobert er zuerst Greifenhorst, die Feste seines Ziehvaters. Sein eigentliches Ziel ist aber die alte Baratheon-Feste Sturmkap, dessen Belagerung Aegon selbst leiten will.
Die fahle Mähre, deren Ankunft Quaithe vorhergesagt hat, ist kein metaphorisches, sondern ein wirkliches Pferd, dass einen Flüchtling aus Astapor nach Meereen bringt. Mit sich trägt dieser Reiter ein Geschenk: eine Seuche, die Pest. Die Krankheit wütet nicht nur unter den Bürgern von Meereen, sondern dezimiert auch die Sklaven aus Yunkai und die Söldnerkompanien. In den Wirren der Pest gelingt Jorah, Tyrion und Hella die Flucht aus ihrer Gefangenschaft bei den Sklavenhändlern. Auf die Empfehlung ihres Ratgebers heiratet Daenerys einen der führenden Adeligen Meereens, Hizdahr zo Loraq. Sie hofft, dass ihr neuer Ehemann den Widerstand der Söhne der Harpyie beenden kann. Außerdem erwartet sie von ihm, in ihrem Namen mit Volantis, Qarth und Yunkai zu verhandeln, um die ausgebrochenen Feindseligkeiten zu befrieden. Vor ihrer Hochzeit gibt sie aber noch ihrem Verlangen nach Daario Naharis nach, den sie so noch enger an sich bindet. Eine Vereinbarung ihres Hochzeitsvertrags besteht gegen ihre Überzeugung in der Wiedereröffnung der Kampfgruben von Meereen. Der Kampflärm der ersten Kämpfe der Sklavengladiatoren, denen sie beiwohnt, lockt ihren Drachen Drogon an. Um ihn zu beruhigen, steigt Daenerys auf Drogons Rücken, der sich mit ihr in die Luft erhebt. Gemeinsam verlassen beide Meereen, dessen Regierung in den Händen von Ser Barristan Selmy zurückbleibt. Dieser ist davon überzeugt, dass der Giftanschlag auf Daenerys, der in der Arena vor ihrem Verschwinden stattfand, auf eine Intrige Hizdahrs zurückgeht, und kann das Chaos, das nach Daenerys’ Entführung in Meereen ausbricht, nicht kontrollieren. Der Krieg um die Vorherrschaft der Stadt tritt in eine neue Phase ein. Währenddessen versucht Daenerys, zu Fuß nach Meereen zurückzukommen. Drogon hat sie mit in die südlichen Ausläufer der Dothraki-See genommen, wo der Drache sein Jagdgebiet hat. Auf ihrem Weg durch das Grasland der Dothraki-See trifft Daenerys auf Khal Jhaqo und sein Khalasar.

### Weitere Charaktere und Schauplätze
Einige Kapitel berichten über das weitere Schicksal einer Novizin im Haus des Vielgesichtigen Gottes von Schwarz und Weiß, von einem blinden Mädchen, das einst Arya Stark gewesen ist. Aryas rituelle Blindheit, die durch einen Trank verursacht wird, ist allerdings nur eine weitere Phase ihrer Initiation. Sie verweigert ein Antidot, da sie weiß, dass ihr das die Entlassung aus ihrer Ausbildung einbrächte. Nachdem sie erfolgreich den Mordanschlag auf einen verhassten Handelsvertreter eingefädelt hat, wird sie offiziell in die nächste Stufe ihrer Ausbildung eingeführt.
Jaime Lennister, der Königsmörder, reist nach Rabenbaum, dem Sitz von Tytos Schwarzhain, wo Jonos Bracken, Lord von Steinheck, die Belagerung kommandiert. Tytos Schwarzhain ist einer der letzten Gefolgsmänner von Robb Stark, der noch Widerstand leistet. Dort trifft Brienne von Tarth in Jaimes Lager ein und behauptet, sie habe eines der Stark-Mädchen gefunden und bittet Jaime, ihr zu folgen. Aus welchen Motiven sie handelt, bleibt unklar.
Areo Hotah, Anführer der Sonnspeerer Stadtwache und Leibwächter von Fürst Doran Martell, beobachtet die Ereignisse in Sonnspeer. Doran nämlich bekennt Ellaria Sand, der Mätresse seines Bruders Oberyn, sowie dessen Töchtern, Nymeria, Tyene und Obara, dass er Prinzessin Myrcella davon überzeugt hat, über die Geschehnisse zu lügen, die sich während des gescheiterten Versuchs von Prinzessin Arianne, Myrcella zur Königin der Sieben Königslande auszurufen, ereignet haben. Doran entscheidet, Cerseis Ersuchen, nach dem sein eigener Sohn Trystan mit Myrcella nach Königsmund zurückkehren solle, abzulehnen, da auf Tyrions Betreiben angeblich ein Hinterhalt geplant worden sei, der zu Trystans Tod führen solle. Doran sendet stattdessen Nymeria und Tyene, zwei der Bastardtöchter von Oberyn, nach Königsmund: die eine, um seine Stimme im Kleinen Rat wahrzunehmen, die andere, um der Großen Septe beizutreten, wo beide seine Augen und Ohren in der Hauptstadt sein sollen.
Cersei Lennister, die Königinregentin, bleibt in der Gefangenschaft der Großen Septe von Baelor. Nach einer Phase erzwungener Schlaflosigkeit bekennt sie dem Hohen Septon, sich mit Lancel der Unzucht und dem Inzest hingegeben zu haben, aber weder zu Ehebruch noch zu dem Mord an König Robert. Durch ihr Geständnis erhält sie das Recht, Besuche zu empfangen, insbesondere von ihrem Onkel, Ser Kevan Lennister, der ihr von Myrcellas Verletzung und von Ser Arys Eichenherz’ Tod in Dorne berichtet. Cersei sieht nun die Möglichkeit, Qyburns heimlichen Favoriten, Ser Robert Kraft, anstelle von Arys in die Königsgarde zu berufen, was ihr die Chance einräumt, den bevorstehenden gerichtlichen Zweikampf zu ihren Gunsten zu entscheiden. Schließlich wird sie in den Roten Turm verlegt, wo sie bis zu dem Gottesurteil mit ihrem Sohn zusammen sein kann. Als Strafe wird ihr auferlegt, zuvor den ganzen Weg bis in die Feste nackt zurückzulegen, und sich den Demütigungen der Bevölkerung von Königsmund auszusetzen.
Im Epilog endet der Roman mit der Sichtweise von Ser Kevan Lennister, dem letzten der treuen Unterstützer von Tywin und dem gegenwärtigen Regenten. Während eines Essens mit Cersei und König Tommen fällt ihm auf, wie sehr die Gefangenschaft in der Großen Septe seine Nichte psychisch gebrochen hat. Noch während des Essens wird Ser Kevan in die Zelle von Großmaester Pycelle gerufen, wo ein weißer Rabe aus der Citadel von Altsass eingetroffen ist, dem traditionellen Zeichen, dass der Winter angebrochen ist. Bei seinem Eintreffen findet er Pycelle tot vor. Er selbst wird von Varys gemeuchelt, der die Bestrebungen, Rosengarten und Casterlystein zu verbünden, zunichtemachen will. Mit Ser Kevans Tod, so Varys, sei der Weg für die Übernahme des Eisernen Throns durch Aegon Targaryen freigeworden.

## Erzählperspektiven
Die einzelnen Kapitel werden jeweils aus der Perspektive eines Hauptcharakters erzählt. Der Name der Person ist zum Teil gleichzeitig die Kapitelüberschrift, jedoch werden Kapitel auch nach den Berufen (Die Hand der Königin) oder anderen Betitelungen (Das blinde Mädchen) einiger Personen benannt. In A Dance with Dragons werden 18 dieser Hauptcharaktere – darunter sechs zum ersten Mal – präsentiert, so viele wie nie zuvor.
- Prolog: Varamyr, ein Wildling und Leibwechsler
- Tyrion Lennister, jüngerer Bruder von Jaime und Cersei Lennister
- Königin Daenerys Targaryen, Herrscherin über Meereen und Oberhaupt des Hauses Targaryen
- Jon Schnee, unehelicher Sohn von Eddard Stark und Lord Kommandant der Nachtwache
- Brandon „Bran“ Stark, der zweitjüngste Sohn von Eddard und Catelyn Stark
- Prinz Quentyn Martell, ältester Sohn von Fürst Doran Martell
- Davos Seewert, Hand des Königs von Stannis Baratheon
- Theon Graufreud, letzter lebender Sohn von Balon Graufreud
- Jon Connington, ehemalige Hand des Königs von Aerys II.
- Asha Graufreud, älteste Tochter von Balon Graufreud
- Melisandre, Priesterin des Roten Gottes R’hllor
- Areo Hotah, Hauptmann der Wache von Sonnspeer und Leibwache von Fürst Doran Martell
- Arya Stark, die jüngere Tochter von Eddard und Catelyn Stark
- Jaime Lennister, Lord Kommandant der Königsgarde, Zwillingsbruder von Königin Cersei
- Königin Cersei Lennister, Königinmutter, Zwillingsschwester des Lord Kommandanten der Königsgarde, Jaime Lennister
- Barristan Selmy, ehemaliger Königsgardist in Königsmund, nun Lord Kommandant der Königinnengarde von Daenerys Targaryen
- Victarion Graufreud, jüngerer Bruder von Balon Graufreud
- Epilog: Kevan Lennister, Lord Regent des Reiches, Onkel von Cersei, Jaime und Tyrion Lennister

## Ausgaben
Der Roman ist der fünfte Band der epischen Fantasy-Serie Das Lied von Eis und Feuer des amerikanischen Autors George R. R. Martin.
A Song of Ice And Fire, Vol: 5, 2011.
In der deutschen Übersetzung sind dies die beiden Halbbände von Das Lied von Eis und Feuer: Bd. 9: Der Sohn des Greifen, 2011 sowie Bd. 10: Ein Tanz mit Drachen, 2012.

## Verfilmung
Teile des Romans werden – zum Teil abgewandelt – in der fünften und sechsten Staffel der US-amerikanischen Fernsehserie Game of Thrones gezeigt.